# Aspalathus tenuissima
Aspalathus tenuissima är en ärtväxtart som beskrevs av Rolf Martin Theodor Dahlgren. Aspalathus tenuissima ingår i släktet Aspalathus och familjen ärtväxter. Inga underarter finns listade i Catalogue of Life.